# Opius curticornis
Opius curticornis är en stekelart som beskrevs av Fischer 1960. Opius curticornis ingår i släktet Opius och familjen bracksteklar. Inga underarter finns listade i Catalogue of Life.